# Ficus ilicina
Ficus ilicina là một loài thực vật có hoa trong họ Moraceae. Loài này được (Sond.) Miq. mô tả khoa học đầu tiên năm 1865.